# Raül Marín i Martín
Raül Marín i Martín (Reus, 15 d'octubre de 1986) és un entrenador i exjugador d'hoquei sobre patins català, que treballa de segon entrenador del primer equip i coordinador de la base del Reus Deportiu des del 2023.

## Trajectòria
Marín es formà com a jugador d'hoquei sobre patins a les categories infantils del Reus Deportiu, tot i que fugaçment ho fou del FC Barcelona quan era infantil. L'any 2003 s'estrenà a la màxima competició estatal amb 17 anys com a jugador del Patí Alcodiam Salesià d'Alcoi. Després de tres temporades al club alcoià, la temporada 2007-08 fitxà per l'Igualada Hoquei Club on s'hi estigué dues temporades. Posteriorment fitxà pel CP Vilanova i després d'una temporada d'èxit a les files del club garrafenc, l'estiu de 2010 fitxà pel Reus Deportiu. La temporada 2013/14 Marín fitxà pel FC Barcelona. Després de dues temporades a l'entitat blaugrana, fitxà de nou pel seu club d'origen: el Reus Deportiu. Després d'aquesta etapa al club roig-i-negre, el juliol de 2018 fitxà per l'Sporting de Portugal com a resultat de fer efectiva al Reus Deportiu la temporada que encara li quedava de contracte. Després de dues temporades a Portugal retornà al club roig-i-negre, on es retirà com a jugador el 2023 després d'arrossegar una lesió a l'esquena que l'impedí jugar amb plenes facultats.
Tan bon punt penjà els patins com a jugador, s'incorporà tot seguit com a segon entrenador del primer equip del Reus Deportiu, així com a coordinador de l'hoquei base del club.

## Palmarès

### Reus Deportiu
- 1 Copa d'Europa (2016/17)
- 1 OK Lliga / Lliga espanyola (2010/11)
- 2 Lligues catalanes (2016, 2017)

### FC Barcelona
- 1 Copa Intercontinental (2014)
- 2 Copes d'Europa (2013/14,[8] 2014/15)
- 2 Supercopes espanyoles (2013/14, 2014/15)
- 2 OK Lligues / Lligues espanyoles (2013/14, 2014/15)

### Selecció espanyola
- 2 Campionats del Món "A" (2011, 2017)
- 1 Campionat d'Europa "A" (2018)